# Стратива
Стратива — річка на Чернігівському Поліссі, в Брянській області Росії та Чернігівській області (Семенівський район) України. Права притока Снови (басейн Дніпра).

## Опис
Довжина річки 23 км., похил річки — 1,6 м/км. Площа басейну 153 км².

## Розташування
Бере початок на північно-східній околиці Красилівки Брянської області. Тече переважно на південний захід і біля Тимоновичів впадає у річку Снову, праву притоку Десни. 
Населені пункти вздовж берегової смуги: Алейніково, Янжулівка, Медведівка.